# Novembre 1944 (guerre mondiale)
Chronologie de la Seconde Guerre mondiale
Octobre 1944 - Novembre 1944 -  Décembre 1944
- 2 novembre : 
  - Prise canadienne de Zeebruges (en flamand  Zeebrugge) en Belgique. La Belgique est maintenant entièrement libérée.

- 3 novembre : 
  - Ferenc Szálasi, chef du nouveau gouvernement hongrois, partisan de la poursuite de la guerre aux côtés du Reich, est proclamé chef de la nation.

- 4 novembre : 
  - Reddition des forces restantes de l'Axe en Grèce.

- 9 novembre :
  - Troisième réélection du président américain Roosevelt.

- 13 novembre : 
  - l'Armée rouge franchit le Danube.

- 14 novembre :
  - La Royal Air Force coule le cuirassé allemand Tirpitz.
  - Offensive française de la 1re Armée en direction de Belfort.

- 17 novembre :
  - Tirana, évacuée par les Allemands en retraite, est libérée par les partisans[I 1]

- 18 novembre :
  - La 95e division d'infanterie américaine entre dans Metz (Iron Men of Metz, "les hommes de fer de Metz").

- 19 novembre :
  - Les chars français atteignent le Rhin.

- 20 novembre :
  - Les troupes du général de Tassigny entrent dans Belfort et Mulhouse.
  - Adolf Hitler quitte son QG de  Wolfsschanze en Prusse-Orientale pour se rendre à celui d'Adlerhorst dans l'ouest de l'Allemagne pour superviser l'offensive allemande dans les Ardennes. Il ne retournera plus jamais au Wolfsschanze, se repliant ensuite dans le Fuhrerbunker à Berlin.

- 23 novembre : 
  - Les troupes du général Leclerc libèrent Strasbourg, respectant ainsi le serment de Koufra.

- 24 novembre :
  - Belfort est libérée par la 1re Armée Française.
  - Mulhouse est libérée par les blindés de la 1re division blindée commandée par le Général Jean Touzet du Vigier (Le combat command 3 du colonel Jean-Charles Caldairou précédant la division).

- 29 novembre : 
  - La totalité du territoire albanais est évacuée par les Allemands en retraite .

### Liens internet
1. ↑  Site https://www.clio.fr/CHRONOLOGIE/chronologie_lalbanie.asp.